# Ligadura (música)

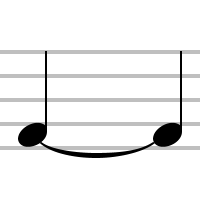
Figura 1. Ligadura de prolongación.

La ligadura es un signo musical que puede tener significados diferentes en función de su colocación, duración y notas implicadas.
1. Como signo de prolongación con forma de una línea curva que conecta las cabezas de dos notas consecutivas de la misma altura, aunque no necesariamente del mismo valor. Indica que se van a reproducir como una sola nota con una duración igual a la suma de los valores de las notas individuales.  Por ejemplo una negra  ligada a una blanca tiene el valor total de una blanca con puntillo.[2][3]
2. Como signo de articulación entre notas diferentes y sin llegar a formar una frase.
3. Como signo del fraseo musical.

## Representación gráfica
La ligadura se representa en las partituras y partichelas mediante una línea arqueada cuyos extremos deben estar alineados en el mismo nivel horizontal (ver Figura 1 y 2), ya que siempre van a unir notas de la misma altura. Dicha línea comienza a dibujarse a la derecha de una cabeza de nota hasta la izquierda de la cabeza de la siguiente, sin llegar a tocarlas en ningún momento. 

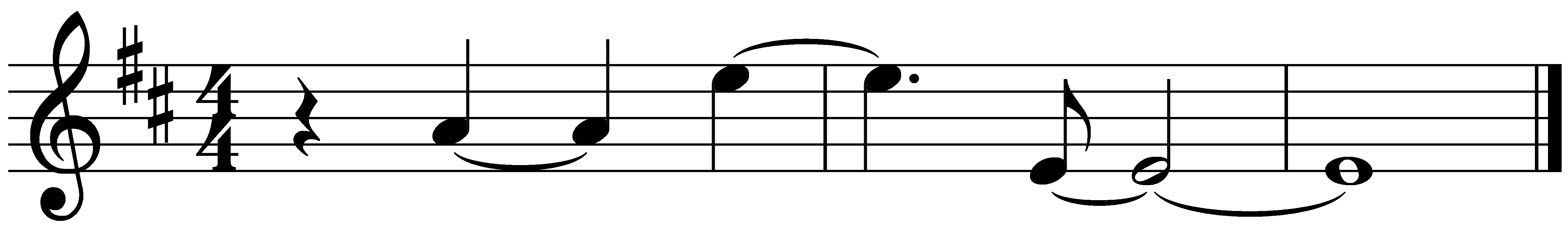
Figura 2. Varias ligaduras de prolongación.

Por otra parte la curva de la ligadura estará orientada justamente en el sentido contrario de la dirección de la plica de las figuras que une. En el caso de las redondas que carecen de plicas, se actúa como si la tuviesen; de tal forma que la ligadura se arqueará hacia arriba o hacia abajo en función de su ubicación en el pentagrama. Por último, cuando las direcciones de las plicas son distintas la ligadura se presenta siempre arqueada hacia arriba.
Cuando una serie de notas sucesivas van unidas mediante ligaduras es necesario dibujar una ligadura entre cada dos figuras que formen parte de esa sucesión.

## Usos y efectos
La ligadura de prolongación, también llamada arco, sirve para unir dos notas que se encuentran a la misma altura, añadiendo a la primera nota el valor de la segunda. 
En ocasiones se pueden representar ligadas dos notas que se podrían escribir con una sola nota con puntillo Por ejemplo, una negra ligada a una corchea tienen la misma duración que una negra con puntillo. Tal circunstancia puede deberse a diversas causas:
- Una barra de compás se encuentra entre ambas notas.

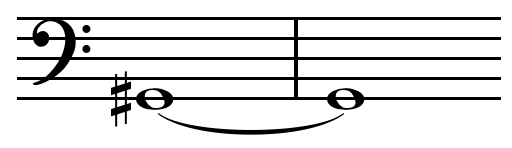
Figura 3. Ligadura a través de la barra de compás

- La segunda nota es el comienzo de una agrupación métrica que cae en un tiempo fuerte del compás.

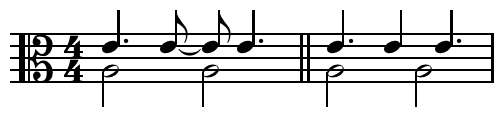
Figura 4. Ligadura a través del pulso, seguida por el mismo ritmo anotado sin ligadura.

Este cambio en notación consistente en la elección de la ligadura en lugar de la figura musical de valor más largo no afecta a la interpretación, sino que simplemente se emplea para que la música sea más fácil de leer.

## Diferenciación de signos similares
La ligadura de prolongación o rítmica no debe ser confundida con otros signos musicales similares. 
- La ligadura de expresión o ligadura de articulación es similar sólo en apariencia. Agrupa varias notas que no tienen que estar necesariamente a la misma altura indicando que se interpretan "ligados".[2] Esto quiere decir que la primera nota no deja de sonar hasta que se oye la siguiente.
- La marca de frase es una línea curva que se extiende sobre un pasaje que es visualmente indistinguible del legato e indica que el pasaje debe ser interpretado como una sola frase.

En las composiciones musicales podemos encontrar pasajes en los que varias notas seguidas aparecen unidas con ligaduras de prolongación. Tal sucesión también puede formar parte al mismo tiempo de una frase más grande recogida en una ligadura de expresión o en una marca de frase. En estos casos los distintos tipos de ligaduras deben utilizarse de forma simultánea y claramente diferenciable.